# محمد عبد الله أبو نيان
محمد عبد الله أبو نيان (1962 الرياض)، رئيس مجلس إدارة في أكوا باور، والرئيس التنفيذي في مجموعة شركات عبد الله أبونيان القابضة، وعضو في الهيئة الاستشارية في المجلس الاقتصادي الأعلى في السعودية، وعضو في مجلس إدارة عدد من الشركات المدرجة في السوق المالية السعودية (تداول).

## الحياة العملية
في عام 1979م، وبعد حصوله على شهادة الثانوية، بدأ العمل في مستودع معدات زراعية تابع لوالده بالرياض، بعدها انتقل لفرع مجموعة شركات عبد الله أبونيان كموظف وليس مديراً، وتدرج وظيفيا حتى أصبح في عام 1993م مديراً عاماً للشركة التي كانت قد بدأت أعمالها عام 1950.

## الإنجازات
أستطاع خلال 10 سنوات من توليه الإدارة، أن يجعل من مجموعة شركاته رائدة في توليد الكهرباء وتحلية المياه باستثمارات تفوق الـ20 مليار دولار. وتتوزع أعمالها عدة دول منها: السعودية، الإمارات، الأردن، المغرب، مصر، سلطنة عمان، تركيا، بلغاريا، التشيك، جنوب أفريقيا، الصين، موزمبيق. وبطاقة إنتاجية تتجاوز 15 ألف ميجاواط من الكهرباء و2.4 مليون متر مكعب من المياه المحلاة في اليوم.

## وصلات خارجية
- أكوا باور
- أكوا القابضة
- رجل أعمال سعودي حوّل طاقة الشمس إلى مليارات . على يوتيوب